# Капарра (город)

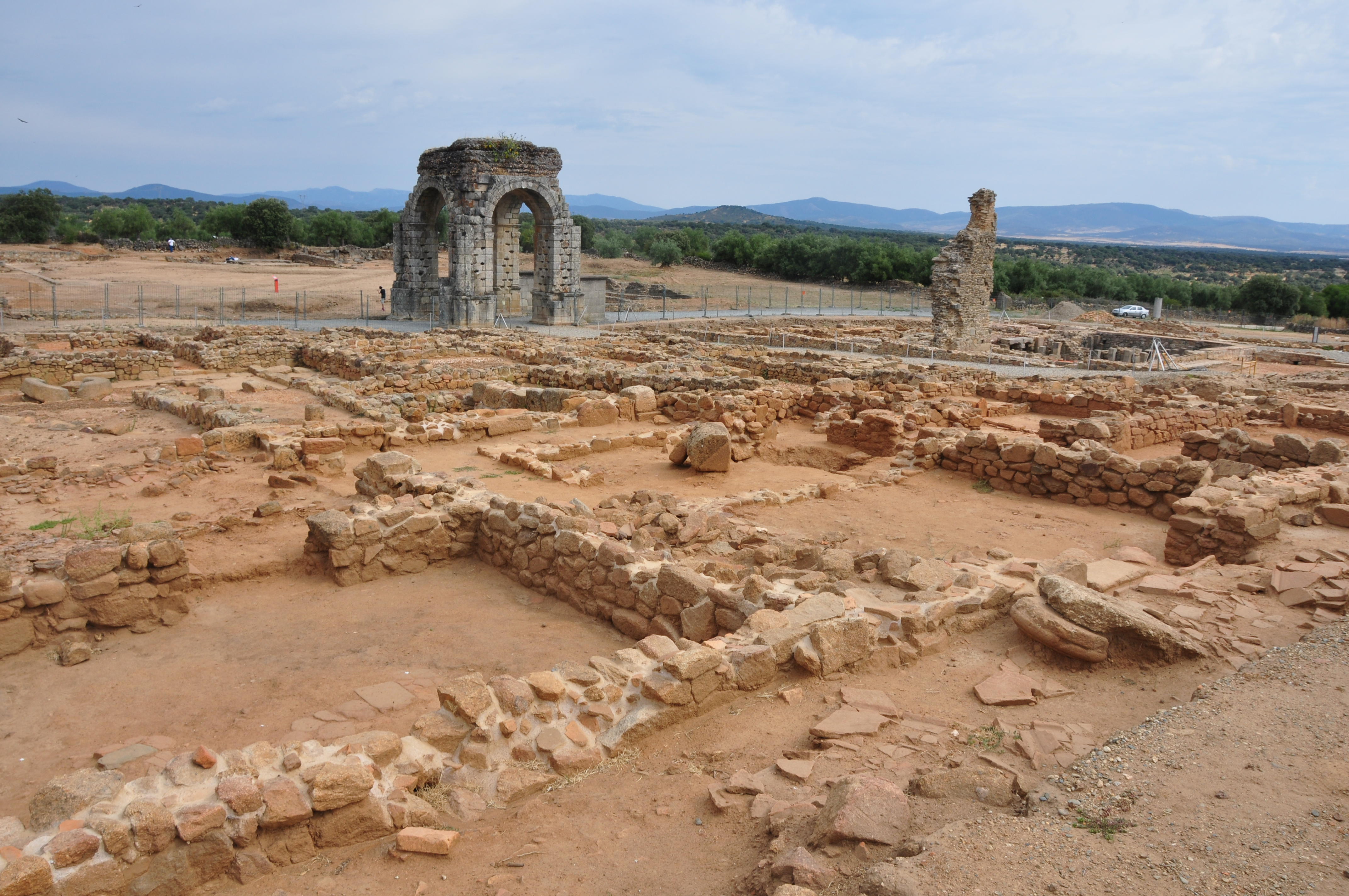
Раскопки на месте древнеримского города Капарра с Тетрапилоном (на заднем плане)

Капарра (лат.  Capara или Capera) — древнеримский город в провинции Лузитания. Находится в Испании на территории муниципалитета Олива-де-Пласенсиа в провинции Касерес, автономная область Эстремадура. Тетрапилон в самом центре древнего города с 1931 года имеет статус памятника архитектуры.

## Местонахождение
Капарра находится примерно в 500 метрах к югу от реки Амброз на так называемом «Серебряном пути» (Виа-де-ла-Плата), который проходил с юга из Севильи (Hispalis) через Мериду (Emerita Augusta) и Саламанку (Helmantica) в город Асторга (Asturica Augusta) на севере; дорога имела ответвление в сторону города Иданья-а-Велья (Egitania), который теперь находится на территории Португалии, города Кориа (Caurium) и Талавера-ла-Вьеха (Augustobriga). Сегодня место, где находился город Капарра, является частью территории города Пласенсиа.

## История
Плиний Старший упоминает среди платящих дань Риму жителей Лузитании каперийцев, то есть, как считается, жителей Капарры. При императоре Нероне в 58 году был установлен мильный столб. Время расцвета города относится ко II—III векам. Клавдий Птолемей (около 100—170 годов) упоминает Капарру как место обитания веттонов.

## Римский город

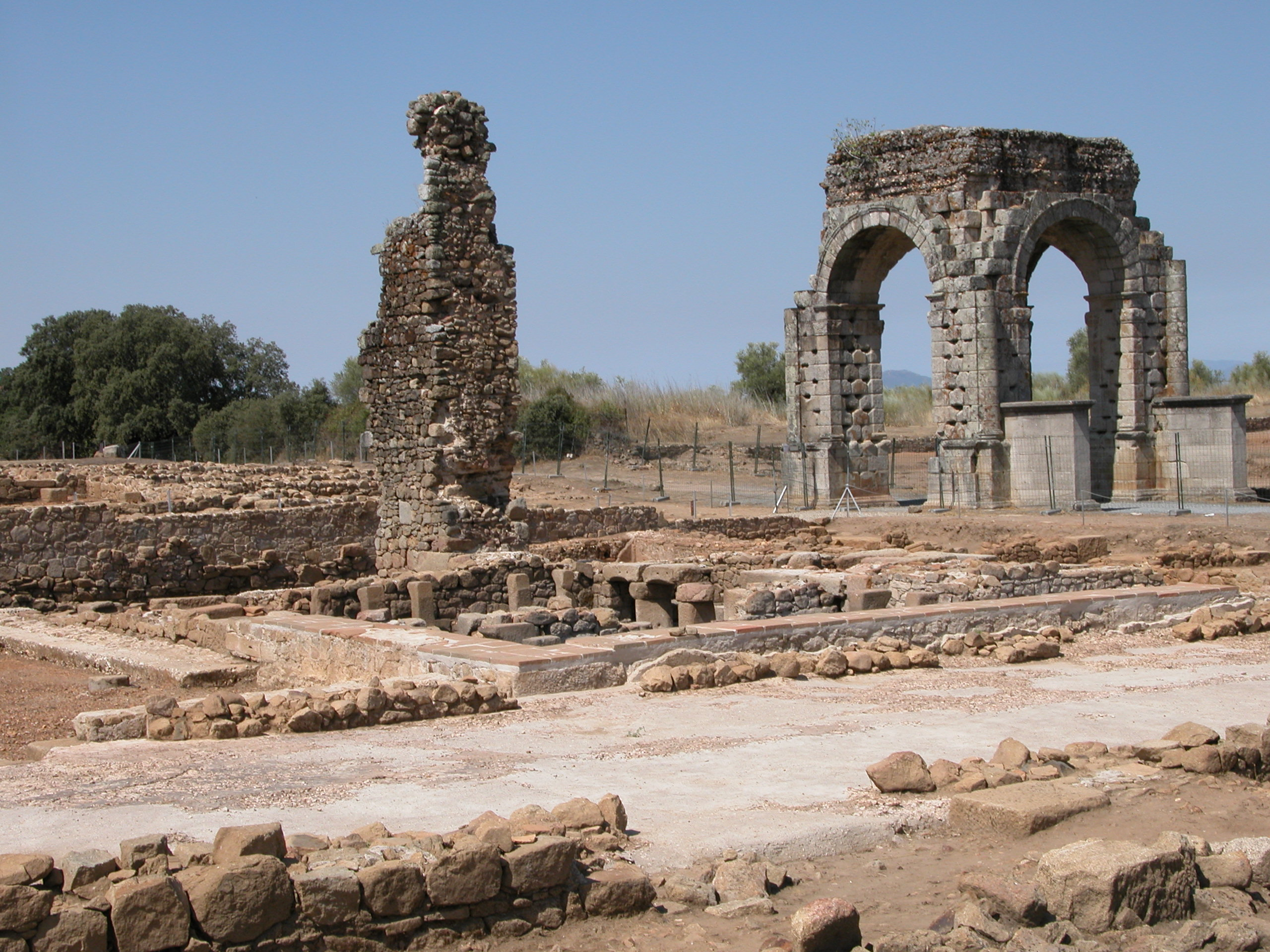
Термы и Тетрапилон

Город занимал площадь 15 или 16 га; он был окружён каменной стеной (возможно, только в III веке). Тетрапилон (единственная сохранившаяся постройка) стоял на пересечении главных улиц города — кардо максимус и декумануса. Неподалёку от тетрапилона находились термы и форум, а амфитеатр располагался за городской стеной. Примерно в 500 метрах к северу от тетрапилона находится двухарочный каменный мост через реку Амброз, явно римского происхождения, который на протяжении своей долгой истории неоднократно перестраивался и восстанавливался.